# Saison 2018 des Athletics d'Oakland
La saison 2018 des Athletics d'Oakland est la 118e saison en Ligue majeure de baseball pour cette franchise et la 51e depuis leur transfert de la ville de Kansas City vers Oakland.

## Saison régulière
La saison régulière de 162 matchs des Athletics débute le 29 mars par la visite des Angels de Los Angeles et se termine le 30 septembre suivant. 

### Classement
| Ligue américaine division Ouest | V   | D  | %    | Diff. | Diff. (élim.) |
| ------------------------------- | --- | -- | ---- | ----- | ------------- |
| Astros de Houston               | 103 | 59 | ,636 | -     | -             |
| Athletics d'Oakland             | 97  | 65 | ,599 | 6     | -             |
| Mariners de Seattle             | 89  | 73 | ,549 | 14    | -             |
| Angels de Los Angeles           | 80  | 82 | ,494 | 23    | -             |
| Rangers du Texas                | 67  | 95 | ,414 | 36    | -             |